# Jón Loftsson
Jón Loftsson (o Loptsson en algunas fuentes, 1124 - 1 de noviembre de 1197) fue un caudillo medieval del clan Oddaverjar en Oddi, condado de Rangárvallasýsla al sur de Islandia. Hijo de Loftur Sæmundsson y Þóra Magnúsdóttir (1102-1175), hija ilegítima de Magnus III de Noruega. Es un personaje citado en la saga Vápnfirðinga, y aparece en la saga Sturlunga.
Fue uno de los más famosos y populares políticos de su tiempo; pese a su ambición era un hombre moderado, el más equilibrado y mejor pacificador de la isla. Aunque era diácono, encabezó la oposición del staðamál fyrri contra la Iglesia católica en 1179 con resultado a su favor. Tras su muerte, el clan siguió manteniendo el poder pero menguó su influencia rápidamente. Jón fue padre adoptivo del escaldo Snorri Sturluson y paradójicamente también bisabuelo de Gissur Þorvaldsson, jarl de Islandia, instigador del asesinato del famoso escritor de las sagas nórdicas. 
El poema Nóregs konungatal se compuso en su honor, trazando su estirpe hasta las raíces de la nobleza de Noruega.

## Descendencia
Jón Loftsson se casó en cinco ocasiones:
1. Halldóra Brandsdóttir (1125 - 1166), con quien se casó en 1147 y de esa relación nacieron dos hijos:  Sólveig (n. 1148, que casó con Guðmundr gríss Ámundason) y Sæmundur Jónsson.
2. Ragnheiður Þórhalladóttir (n. 1135), con quien se casó en 1154 y de esa relación nacieron tres hijos: Páll Jónsson, que llegaría a ser obispo de Skálholt; Árni (n. 1157) y Ormur Jónsson.
3. Æsa Þorgeirsdóttir (n. 1130), con quien se casó en 1158 y de esa relación nació un hijo: Þorsteinn (n. 1159).
4. Helga Þórisdóttir (n. 1133), con quien se casó en 1160 y de esa relación nació un hijo: Einar (n. 1161).
5. Valgerður (n. 1134), con quien se casó en 1163 y de esa relación nacieron dos hijos: Hallbjörn (n. 1164) y Sigurður (n. 1166).